# Pringleophaga marioni
Bướm đêm không bay Marion hay Sâu bướm Hạ-Antarctic (Pringleophaga marioni) là một loài bướm đêm thuộc họ Tineidae. Nó là loài đặc hữu đảo Marion.
Ngoài việc không thể bay, loài bướm này là đáng chú ý vì khả năng chống lại nhiệt độ quá thấp, và chúng sẽ giết chết phần lớn các loài khác.